# Serov
Serov je město v Ruské federaci ve Sverdlovské oblasti. Počet obyvatel činí 98,5 tisíce. Je to velký průmyslový, kulturní a dopravní uzel Sverdlovské oblasti. Nachází se na jejím severu, na východním svahu pohoří Ural, na hranici mezi Středním a Severním Uralem. Městem protéká řeka Kakva, pravý přítok řeky Sosvy (povodí Obu). Vzdálenost do Jekatěrinburgu: vlakem – 388 km, po dálnici – 344 km.

## Historie
Podle archeologických nálezů byla oblast obydlena etnikem Mansi. Na počátku ruské kolonizace Sibiře bylo na místě Sverdlova jen několik malých vesnic. Teprve v roce 1894 byla na březích řeky Kakvy zahájena stavba ocelárny. Město bylo nazváno Naděždinsk podle Naděždy Michajlovny Polovcové, manželky státního sekretáře a podnikatele Alexandra Alexandroviče Polovcova. V roce 1934 bylo město přejmenováno na Kabakovsk na počest významného stranického činitele Ivana Dmitrijeviče Kabakova, ten však upadl v nemilost a v období Velkého teroru byl vyloučen ze strany, uvězněn a popraven, proto byl v roce 1937 městu navrácen původní název. Nynější název město získalo rozhodnutím Nejvyššího sovětu SSSR ze 7. června 1939, kdy byl Naděždinsk přejmenován na počest legendárního sovětského letce Anatolije Konstantinoviče Serova.